# Justicia Federal de Salta
En la provincia de Salta en Argentina, la organización judicial se constituye  por una Cámara, dos Tribunales y seis Juzgados, los cuales son:
- La Cámara Federal de Apelaciones de Salta
- El Tribunal Oral en lo Criminal Federal de Jujuy
- El Tribunal Oral en lo Criminal Federal de Salta
- El Juzgado Federal de Jujuy número 1
- El Juzgado Federal de Jujuy número 2
- El Juzgado Federal de Salta número 1
- El Juzgado Federal de Salta número 2
- El Juzgado Federal de San Ramón de la Nueva Orán
- El Juzgado Federal de Tartagal

- Datos: Q5956774